# Liouben Berov
Liouben Berov (né le 10 juin 1925 à Sofia, mort le 7 décembre 2006 à Sofia) est un économiste et homme politique bulgare.

## Biographie
Il est diplômé d'économie de l'université Saint-Clément-d'Ohrid de Sofia. En 1950 il enseigne l'économie à la faculté d'économie nationale et internationale (Institut Karl Marx) à Sofia. En 1962, il passe l'agrégation et en 1976 un doctorat en sciences économiques. Il est vice-doyen puis doyen du département d'histoire économique. Il travaille à l'Institut d'études balkaniques rattaché à l'Académie bulgare des sciences. Il est fait doyen d'honneur de l'université d'Oxford. En 1973, il est nommé président de la section bulgare de l'Association internationale d'histoire économique. En 1980, il est honoré de l'ordre des Saints-Cyrille-et-Méthode.
En 1990, il est conseiller économique du président de la république Jeliou Jelev. Soutenu par le Mouvement des droits et des libertés et le Parti socialiste bulgare il est élu Premier ministre le 30 décembre 1992 par l'Assemblée nationale bulgare. Il reste à ce poste jusqu'au 17 octobre 1994.
En 1996, il est membre du conseil d'administration de la banque russo-bulgare CIBANK, en 1998 il préside le conseil d'administration de la société Agroproduct et en 1997 il est élu membre de l'Académie des sciences.